# Citymapper
Citymapper ist ein Kartendienst für den öffentlichen Nahverkehr, der Verkehrsmöglichkeiten zwischen zwei beliebigen Orten in einer unterstützten Stadt anzeigt, in der Regel mit Unterstützung von Live-Trakking. Es integriert Daten für alle städtischen Verkehrsmittel, einschließlich Fußgänger, Radfahrer und Autofahrer, zusätzlich zu den öffentlichen Verkehrsmitteln. Für Nutzer ist der Dienst kostenlos und wird durch eine mobile App auf Geräten wie Mobiltelefonen und durch eine Internet-Website unterstützt.
Die zugrundeliegenden Daten stammen aus einer Vielzahl von Quellen, darunter offene Daten (in der Regel GTFS-Dateien, die von Verkehrsbehörden zur Verfügung gestellt werden) und lokale Verkehrsbehörden. Einige Daten werden von Nutzern generiert oder von lokalem Personal gesammelt.
Citymapper wurde 2011 in London gestartet. Die zweite Stadt war New York. Im August 2020 wurden Reisen in 58 Städten und Ballungsräumen abgedeckt. Citymapper wurde von Azmat Yusuf, einem ehemaligen Google-Mitarbeiter, gegründet, der auch als CEO von Citymapper fungiert.
Im Dezember 2019 fügte die App eine Funktion hinzu, die es den Nutzern ermöglicht, zwischen einer „schnellen“ Route oder „Hauptstraßen“ zu wählen, um schwach beleuchtete Bereiche zu vermeiden.
Ab 2023 bietet das Unternehmen seine Dienste mehr als 50 Millionen Nutzern in 100 Städten an.

## Andere Dienste
Im September 2017 startete Citymapper einen Nachtbusservice im Londoner East End. Der Service wurde in verschiedenen Versionen Smartbus, SmartRide und Ride genannt. Der Service nutzte Vans für acht Fahrgästen, da die Londoner Verkehrsbehörde Transport for London Citymapper nicht erlaubte, Busse in voller Größe einzusetzen. Citymapper stellte diesen Service im Juli 2019 ein.
Im Februar 2019 führte Citymapper den Pass ein, ein Wochenabonnement, das die Nutzung bestimmter öffentlicher Verkehrsmittel in London ermöglicht und weniger kostet als andere Wochenkarten.

## Finanzen
Im Jahr 2019 erwirtschaftete Citymapper einen Umsatz von 5,8 Mio. £, machte dabei aber einen Nettoverlust von über 9 Mio. £.
Bis Mai 2021 hat Citymapper 45 Millionen Pfund an Risikokapital gesammelt. Im Mai 2021 startete das Unternehmen eine Crowdfunding-Kampagne, die sich an Kleinanleger richtet. Das Unternehmen plant, die Mittel für die Ausweitung seiner Dienste auf weitere Städte zu verwenden.[2]
Im März 2023 wurde Citymapper von Via Transportation zu ungenannten Konditionen übernommen.